# Normalisation en Tchécoslovaquie
Pour les articles homonymes, voir Normalisation.
 (juillet 2025).
Si vous disposez d'ouvrages ou d'articles de référence ou si vous connaissez des sites web de qualité traitant du thème abordé ici, merci de compléter l'article en donnant les références utiles à sa vérifiabilité et en les liant à la section « Notes et références ».
En République socialiste tchécoslovaque, le terme de normalisation (en tchèque : normalizace ; en slovaque : normalizácia) décrit la période qui suit le Printemps de Prague et s'étend jusqu'à la Révolution de velours (soit entre 1968 et 1989) et la reprise en main de l'appareil politique et économique par la ligne conservatrice du Parti communiste tchécoslovaque.
L'utilisation du terme « normalisation » caractéristique des néologismes de la langue de bois du régime communiste provient du protocole de Moscou en date du 27 août 1968. Ce que la normalisation recouvre, c'est un « retour à la normale » ou à la « norme communiste » de laquelle la société tchécoslovaque avait dévié lors du socialisme à visage humain.

## Chronologie de la normalisation
Le protocole de Moscou qui met un point final au Printemps de Prague affirme en date du 27 août 1968 :
«  Les représentants tchécoslovaques, dans ce document, affirment leur résolution à atteindre la normalisation des relations dans notre pays sur une base marxiste-léniniste, renouveler le rôle du Parti et restaurer l'autorité de l'État fondée sur les classes ouvrières, éliminer les organisations contre-révolutionnaires de la vie politique et renforcer les relations internationales entre la République socialiste tchécoslovaque, l'Union soviétique et ses alliés socialistes. (…) Les résultats globalement positifs des négociations de Moscou sont, pour la partie tchécoslovaque, le fait des camarades Ludvík Svoboda, Gustav Husák, Vasil Biľak entre autres camarades qui adopte un point de vue de classe clair et net sur une base internationaliste. »

### Première phase: élimination de Dubček
Du 23 août 1968 jusqu'en avril 1969, l'influence du premier secrétaire du comité central du parti communiste tchécoslovaque, Alexander Dubček, est progressivement affaiblie et sous son « règne » commencent les premières « purges » (čistky en tchèque). Le 17 avril 1969, lors du plenum du comité central du PCT, Gustáv Husák est élu premier secrétaire.

### Seconde phase: «cadrage» et purges
Sont alors supprimés tous les mouvements qui avaient, à un titre ou un autre, joué un rôle de soutien dans le cadre du Printemps de Prague, citons le mouvement scout Junák, le mouvement sportif de la jeunesse (Sokol), le club des anciens prisonniers politiques, (K-231), le club des engagés non alignés (Klub angažovaných nestraníků), entre autres organisations culturelles et sportives, qui – la politique étant interdite et monopole du Parti communiste – jouent alors un rôle de courroie de transmission des opinions. 
Sont également annulées les « réformes de midi » prises en janvier 1968 dans le cadre du Printemps de Prague et, tant au sein de la Sécurité d'État, de l'armée, des syndicats une grande purge est entreprise. Le tchèque s'enrichit d'un néologisme : Kádrování (« cadrage ») pour décrire l'examen fouillé et soupçonneux du passé politique de tous les cadres ou futurs cadres du Parti, procédé qui ne disparaitra qu'avec la Normalisation.
En janvier 1970, le Comité central du PCT commence la purge des cadres du parti pour éliminer les membres qui ne sont pas loyaux au processus de « normalisation ». Outre l'ancien secrétaire général, Alexander Dubček, ce sont 320 000 membres du parti qui sont rayés de ses rangs, souvent renvoyés de leur emploi et rattachés à des tâches subalternes et humiliantes. On estime à 350 000 le nombre de travailleurs ainsi « repositionnés ». Un exemple parmi d'autres, Bohumil Hrabal devient alors pilonneur de livres, expérience qui lui inspire son chef-d'œuvre Une trop bruyante solitude (1976).

### Troisième phase: années de plomb
Les 11 et 12 décembre 1970, le plénum du Comité central du PCT valide un document-clé, les Leçons d'un mouvement de crise (Poučení z krizového vývoje) qui sera en quelque sorte la « bible » sur la manière de comprendre ce qui s'est passé avec le Printemps de Prague et sa fin du point de vue marxiste-léniniste.
L'équivalent communiste des années de plomb commence. La censure est renforcée. L'accès aux études supérieures est barré pour beaucoup de jeunes tchécoslovaques pour des raisons de « cadrage ». Beaucoup sont contraints à l’exil. Ceux qui restent sont contraints à une double vie - officielle et privée.
La répression policière s'abat sur la population et la Sécurité d'État adopte toute une série de méthodes de coercition pour maintenir une atmosphère de crainte et de soumission. Si quelques exemples d'actions terroristes et d'assassinats politiques mis-en-scène comme des suicides sont à déplorer (comme celui du prêtre Přemysl Coufal), le régime est beaucoup moins sanglant que dans les années 1950, avec les procès de Prague.
La Normalisation a profondément influencé la société tchécoslovaque, instaurant un marxisme-léninisme pur et dur. Aussi, quand Mikhaïl Gorbatchev met en place sa politique de la glasnost et de la perestroïka à partir de 1985 pour renouveler l’appareil du parti et l'économie russe, l'appareil d'État tchécoslovaque, prisonnier, en quelque sorte des Leçons d'un mouvement de crise, se montre incapable de quelque réforme que ce soit. Dans les années 1980, la Sněmovna approuve une « loi matraque » (pendrekový zákon) qui permet une répression plus aisée des manifestations.

## Résistance à la normalisation

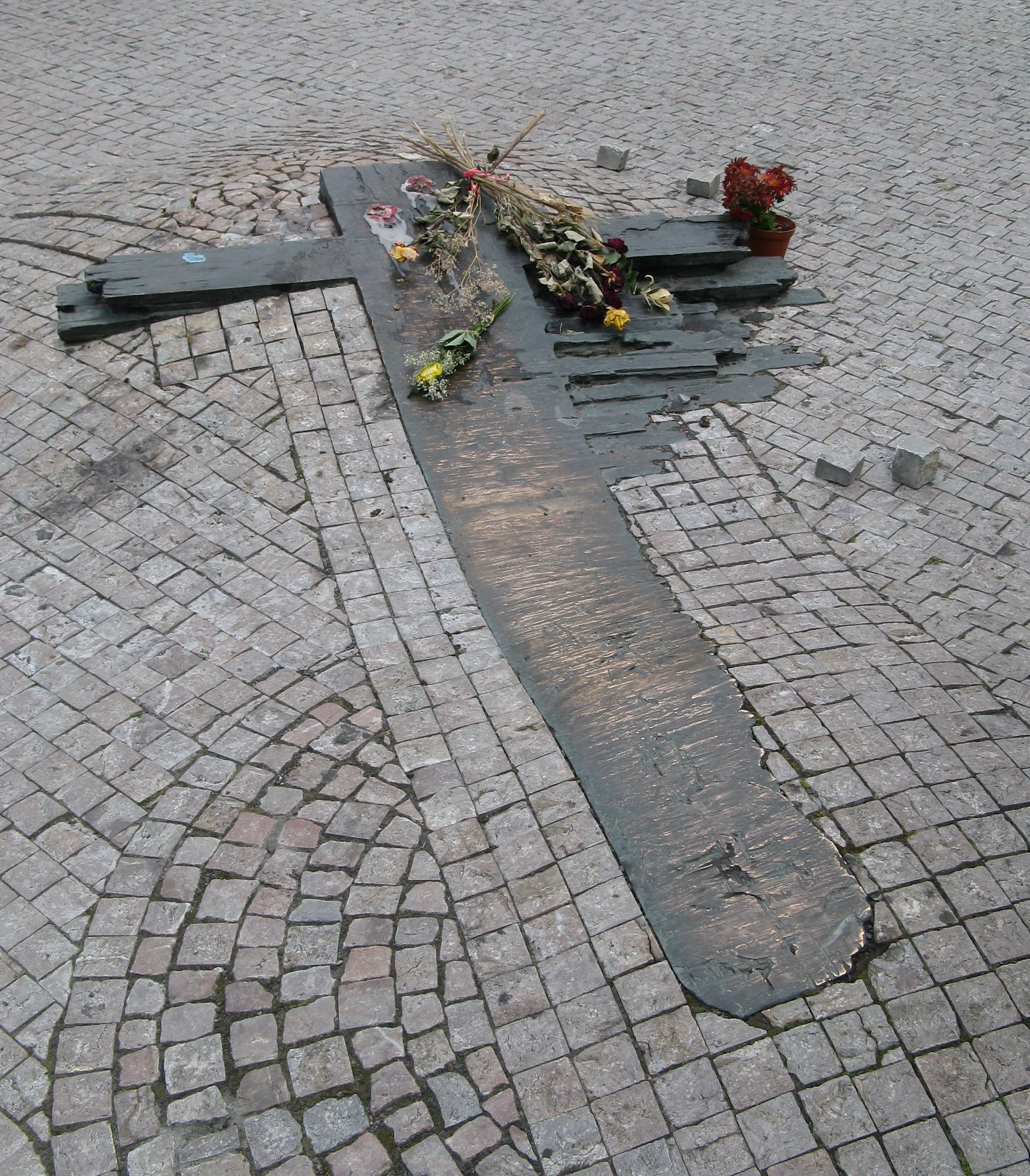
Mémorial à Jan Palach et Jan Zajíc sur la place Venceslas à Prague.

Pour protester contre le processus de normalisation, les étudiants Jan Palach (janvier 1969) et Jan Zajíc (février 1969) à Prague ainsi qu’Evžen Plocek (avril 1969) à Jihlava s'immolent par le feu.
Le 21 août 1969, à l'occasion du premier anniversaire de l'invasion du pays par les armées du pacte de Varsovie une manifestation de masse a lieu à Prague ; elle est sévèrement réprimée par la police. La vitrine de la compagnie aérienne Aeroflot, place Venceslas, est alors brisée. Une théorie du complot affirme qu'il s'agit là d'un acte de provocation des services secrets pour justifier l'intervention de la police et la répression qui s'est ensuivie.
En 1977, des dissidents fondent l'association de la Charte 77. Ils rappellent publiquement au gouvernement son engagement concernant le respect des droits humains signé en 1975 à la Conférence d'Helsinki. En décembre 1976, une pétition intitulée Déclaration de la Charte 77, commence à circuler et à être signée par des personnalités du monde des arts, des citoyens lambda, des professeurs d'université… laquelle exige du gouvernement de respecter ses engagements publiés au Journal officiel (Sbírka Zákonů) en octobre 1976. Les quelques centaines de signataires sont alors emprisonnés, parfois persécutés, par le régime communiste.
La dissidence est soutenue par les Tchécoslovaques en exil, partis après 1948 et le Coup de Prague ou 1968 et le Printemps de Prague, et qui sont actifs au sein des médias étrangers comme Radio Free Europe, Voice of America, la BBC ou Radio Vatican et autres. Le régime tente de brouiller ces émissions mais ses moyens techniques et financiers sont limités. Il tente d'empoisonner les collaborateurs de Radio Free Europe à l’atropine et, le 21 février 1981, de faire exploser une bombe (en utilisant pour ce faire les services secrets roumains) dans les locaux de la rédaction tchécoslovaque de RFE.
Dans le cadre des éditions samizdat, maintes publications non officielles sont imprimées et distribuées en dépit des risques encourus par leurs auteurs, leurs éditeurs et leurs lecteurs.